# Tadeusz Osiński
Tadeusz Osiński (ur. 31 stycznia 1885 w Sitkowcach, zm. między 16 a 19 kwietnia 1940 w Katyniu) – major uzbrojenia Wojska Polskiego, kawaler Krzyża Walecznych, ofiara zbrodni katyńskiej.

## Życiorys
Syn Tadeusza i Marii ze Strzeleckich urodzony we wsi Sitkowce, w ówczesnym powiecie lipowieckim guberni kijowskiej. Żołnierz I Korpusu Polskiego w Rosji. 
4 stycznia 1919 został formalnie przyjęty do Wojska Polskiego z zatwierdzeniem posiadanego stopnia porucznika ze starszeństwem od dnia 19 kwietnia 1916 i przydzielony z dniem 10 grudnia 1918 do sztabu Okręgu Generalnego Łódź. 9 września 1920 został zatwierdzony w stopniu kapitana artylerii z grupy „byłych Korpusów Wschodnich i armii rosyjskiej” z dniem 1 kwietnia 1920, służył wówczas w Dowództwie Okręgu Generalnego Łódź. W 1922 pełnił służbę w 10 pułku artylerii polowej. W 1923 pełnił służbę na stanowisku kierownika Okręgowego Zakładu Uzbrojenia Nr IV w Łodzi. 5 stycznia 1925 został odkomenderowany na jednomiesięczny kurs doskonalący dla oficerów uzbrojenia. Był w stopniu kapitana ze starszeństwem z dniem 1 czerwca 1919 i 2 lokatą. Do stopnia majora awansowany 1 czerwca 1923 ze starszeństwem z dniem 1 lipca 1923, w 1924 posiadał 2 lokatę. W październiku 1925 został przeniesiony z OZU Nr IV do kadry oficerów korpusu artylerii z przydziałem do 4 Okręgowej Składnicy Artylerii na stanowisko kierownika. W 1927 dowodzona przez niego jednostka została przemianowana na 4 Okręgową Składnicę Uzbrojenia, a dwa lata później na Pomocniczą Składnicę Uzbrojenia Nr 4, która była podporządkowana Kierownictwu Wojskowego Zakładu Zaopatrzenia Uzbrojenia w Warszawie. W 1930 został zwolniony ze stanowiska zarządcy Pomocniczej Składnicy Uzbrojenia Nr 4 z równoczesnym oddaniem do dyspozycji dowódcy Okręgu Korpusu Nr IV. Z dniem 30 listopada 1930 został przeniesiony w stan spoczynku. W 1934 pozostawał w ewidencji PKU Warszawa Miasto III. Posiadał przydział do Oficerskiej Kadry Okręgowej Nr I i był wówczas „przewidziany do użycia w czasie wojny”.
W czasie kampanii wrześniowej dostał się do sowieckiej niewoli. Według stanu z kwietnia 1940 był jeńcem kozielskiego obozu. 22 kwietnia 1940 przekazany do dyspozycji naczelnika smoleńskiego obwodu NKWD – lista wywózkowa 040/3 poz 69, nr akt 4270 z 20 kwietnia 1940. Został zamordowany między 23 a 24 kwietnia 1940 przez NKWD w lesie katyńskim. Został zidentyfikowany podczas ekshumacji prowadzonej przez Niemców w 1943 wpis w księdze czynności pod datą 4.05.1943. Figuruje liście AM-190-923 i Komisji Technicznej PCK GARF-24-0923. Przy szczątkach w mundurze majora znaleziono książeczkę wojskową, kartę pocztową, stałą przepustkę do sztabu armii generała Emila Krukowicza-Przedrzymirskiego, medalik. Znajduje się na liście ofiar opublikowanej w Gońcu Krakowskim nr 113 i Nowym Kurierze Warszawskim nr 117. W Archiwum Robla (pakiet 01931-02) znajduje się notatnik znaleziony przy zwłokach kapitana artylerii Edwarda Jana Kwitowskiego, w którym Osiński jest wymieniony na niedatowanej liście jeńców obozu w Kozielsku.
Był żonaty, miał syna Tadeusza.
5 października 2007 minister obrony narodowej Aleksander Szczygło mianował go pośmiertnie na stopień podpułkownika. Awans został ogłoszony 9 listopada 2007, w Warszawie, w trakcie uroczystości „Katyń Pamiętamy – Uczcijmy Pamięć Bohaterów”.

## Ordery i Odznaczenia
- Krzyż Walecznych[10][23]
- Krzyż Kampanii Wrześniowej – pośmiertnie 1 stycznia 1986[24]

Był przedstawiony do odznaczenia Orderem Odrodzenia Polski.